# Bentzin
Bentzin är en kommun och ort i Landkreis Vorpommern-Greifswald i förbundslandet Mecklenburg-Vorpommern i Tyskland.
I kommunen finns orterna Bentzin, Leussin, Alt Plestlin, Neu Plestlin, Zarrenthin och Zemmin.
Kommunen ingår i kommunalförbundet Amt Jarmen-Tutow tillsammans med kommunerna Alt Tellin, Daberkow, Jarmen, Kruckow, Tutow och Völschow.